# مارك ويلسون (لاعب كرة قدم)
مارك ويلسون (بالإنجليزية: Mark Wilson)‏ (9 فبراير 1979 في المملكة المتحدة - ) هو لاعب كرة قدم بريطاني في مركز الوسط. شارك مع منتخب إنجلترا تحت 21 سنة لكرة القدم. أما مع النوادي، فقد لعب مع أكسفورد يونايتد وستوك سيتي وسوانزي سيتي وشيفيلد وينزداي ومانشستر يونايتد ونادي ترانمير روفرز لكرة القدم ونادي دالاس ونادي دونكاستر روفرز ونادي ريكسهام ونادي ميدلزبره ونادي والسول ونادي غاينسبورو ترينيتي ونادي ليفينغستون لكرة القدم.

## وصلات خارجية
- مارك ويلسون على موقع الاتحاد الدولي (مؤرشف)  (الإنجليزية)
- مارك ويلسون على موقع الدوري الأمريكي (الإنجليزية)
- مارك ويلسون على موقع قاعدة بيانات كرة القدم.إي يو (الإنجليزية)
- مارك ويلسون على موقع Soccerbase.com (لاعب) (الإنجليزية)
- مارك ويلسون على موقع Soccerway.com (الإنجليزية)
- مارك ويلسون على موقع عالم كرة القدم.نت (الإنجليزية)